# Westafrikanische Entwicklungsbank
Die Westafrikanische Entwicklungsbank (französisch: BOAD / Banque Ouest Africaine de Développement, englisch: WADB⁠ / West African Development Bank, portugiesisch: BDOA / Banco de Desenvolvimento do Oeste Africano) ist eine internationale multilaterale Entwicklungsbank. Sie wurde am 14. November 1973 von den Mitgliedsstaaten der Westafrikanischen Währungsunion (WAMU) gegründet, um die Länder des frankophonen und lusophonen Westafrika zu unterstützen. Die ursprüngliche Charta konzentrierte sich auf die Entwicklung der Volkswirtschaften der Mitglieder hin zu einer ausgewogenen Entwicklung und auf die Vorbereitung der Volkswirtschaften auf die künftige wirtschaftliche Integration Westafrikas. Im Jahr 1994 wurde sie zum Entwicklungszweig der Westafrikanischen Wirtschafts- und Währungsunion.
Die Ziele, der Anwendungsbereich und die Prioritäten der BOAD, wie sie in der Satzung und der Allgemeinen Erklärung zur Politik festgelegt sind, beruhen auf dem zentralen Gedanken der Solidarität. Die Ziele der BOAD sind die Förderung einer ausgewogenen Entwicklung ihrer Mitgliedstaaten und die wirtschaftliche Integration in Westafrika. In der Satzung ist festgelegt, dass bei der Auswahl der Maßnahmen, zu denen sie beiträgt, insbesondere solche berücksichtigt werden müssen, die geeignet sind, die Entwicklung der durch die natürlichen Gegebenheiten am stärksten benachteiligten Mitgliedstaaten der Union zu fördern und zur Integration der Volkswirtschaften der Mitgliedstaaten der Union beizutragen. Die Beschaffung inländischer Mittel zur Finanzierung von Entwicklungsinitiativen, die Stimulierung des regionalen Kapitalmarkts und der Abfluss externer Ressourcen in die Region sind ebenfalls wichtige Aufgaben der Bank.

## Mitgliedsstaaten
Die BOAD hat acht Mitgliedsstaaten, die Anteile mit Stimmrecht (A Shares) halten. Auch die Westafrikanische Zentralbank (BCEAO) hält diese Anteile:
| Land           |
| -------------- |
| Benin          |
| Burkina Faso   |
| Elfenbeinküste |
| Guinea-Bissau  |
| Mali           |
| Niger          |
| Senegal        |
| Togo           |
| BCEAO          |
Weitere 8 Mitglieder halten stimmrechtlose Anteile (B Shares):
| Organisation           | Land                |
| ---------------------- | ------------------- |
| AfDB                   |                     |
| KfW für                | Deutschland         |
| EIB für die            | Europäische Union   |
| Exim Bank of India für | Indien              |
| PBOC für die           | Volksrepublik China |
|                        | Belgien             |
|                        | Frankreich          |
|                        | Marokko             |